# Botanische tuin van Orman
De Botanische tuin van Orman (Arabisch: حديقة الأورمان) is een botanische tuin in de Egyptische plaats Gizeh, een voorstad van de Egyptische hoofdstad Caïro. De tuin ligt westelijk van de Nijl tegenover de dierentuin van Gizeh en oostelijk van de Universiteit van Caïro. De tuin bestaat sinds 1875 en beslaat een oppervlakte van 28 feddan (11,76 hectare). De botanische tuin omvat een vijver met moeras- en waterplanten (waaronder papyrus- en lotusplanten), een rotstuin met vetplanten en cactussen, een rozentuin en zeldzame soorten ficussen, palmen, bamboe en coniferen. Naast de tuin bevindt zich een klein museum met herbaria uit de tijd van Ismail Pasja en meubels van koning Farouk. De Botanische tuin van Orman heeft een zadenbank en publiceert een eigen zaadindex (Index Seminum).

## Geschiedenis
De Botanische tuin van Orman behoorde ooit tot het paleis van de Egyptische kedive Ismail Pasja (bekend als Ismail de Grote), die de tuin vanaf 1873 liet ontwerpen en aanleggen naar het voorbeeld van het Bois de Boulogne in Parijs. De Franse landschapsarchitect Jean-Pierre Barillet-Deschamps en de Belgische landbouwingenieur Gustave Delchevalerie waren hiervoor ingehuurd. Een deel van de tuin werd bos, waaraan de tuin zijn naam ontleent. Het woord 'orman' komt uit het Turks en betekent 'bos'. De tuin besloeg oorspronkelijk een oppervlakte van ongeveer 40 hectare. In 1890 werd de dierentuin, die ook deel uitmaakte van de tuin, gescheiden van de botanische tuin. In 1910 kwam de botanische tuin onder het beheer van het Ministerie van Landbouw en werd opengesteld voor het publiek. Toen de Fouad I Universiteit werd opgericht in 1934, werd een straat door de botanische tuin getrokken, die de universiteit verbond met een brug over de Nijl. Daarbij werd het zuidelijke deel van de botanische tuin toegevoegd aan de dierentuin.

## Lentefestival
Sinds 1920 organiseert de botanische tuin jaarlijks in het voorjaar een bloemen- en plantenbeurs. Dit evenement begint eind maart en duurt tot begin mei. Ambtenaren van het Ministerie van Landbouw openen het festival. Tijdens het festival tonen bedrijven hun assortiment aan planten en accessoires, waaronder sierplanten, snijbloemen, cactussen, zaden voor het kweken van planten, meststoffen, tuingereedschap en potten. Ook lokale producten zoals gevlochte manden, honing, etherische olie, souvenirs en sieraden zijn er te vinden.

## Afbeeldingen

### Botanische tuin

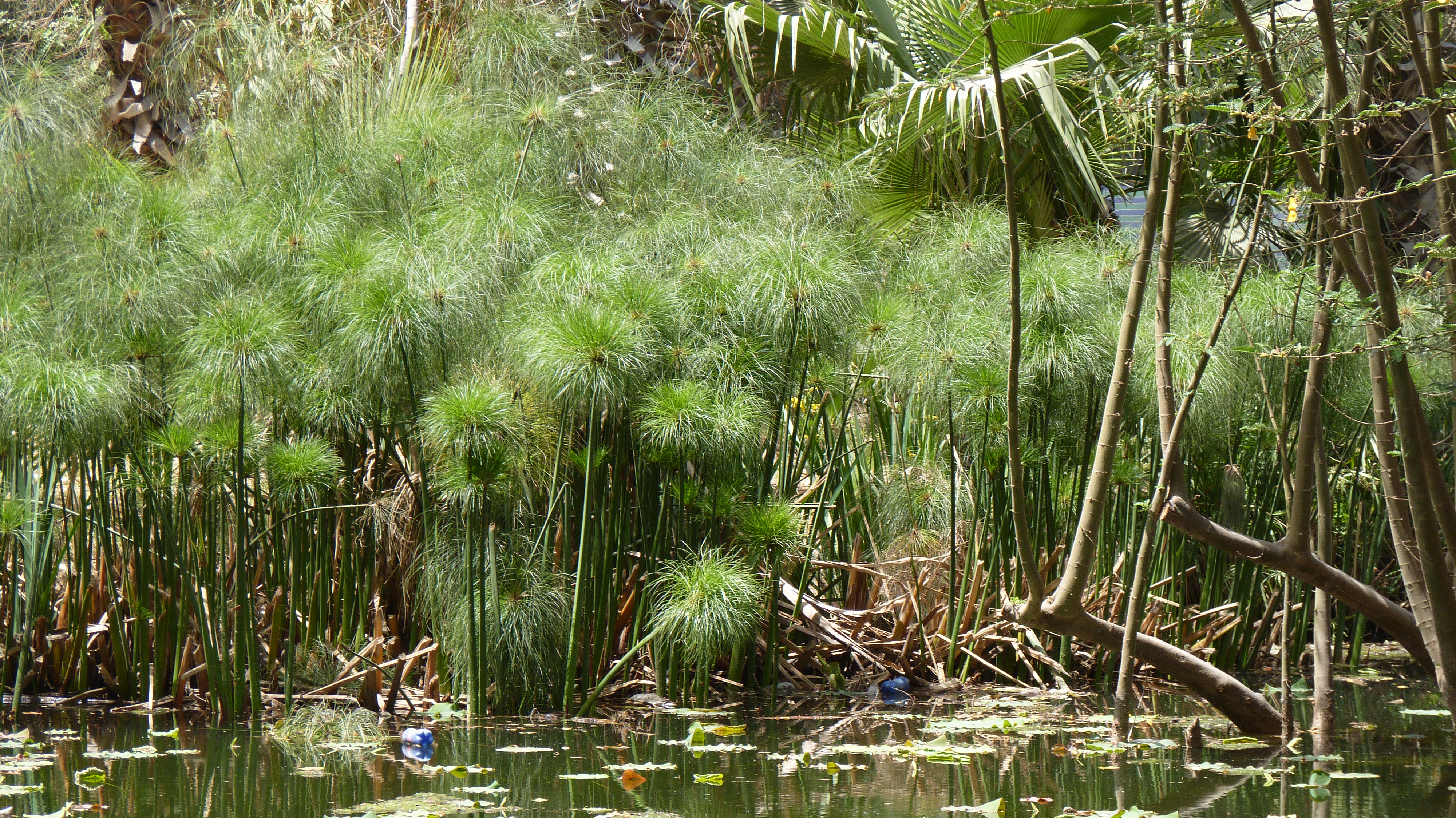
Cyperus papyrus
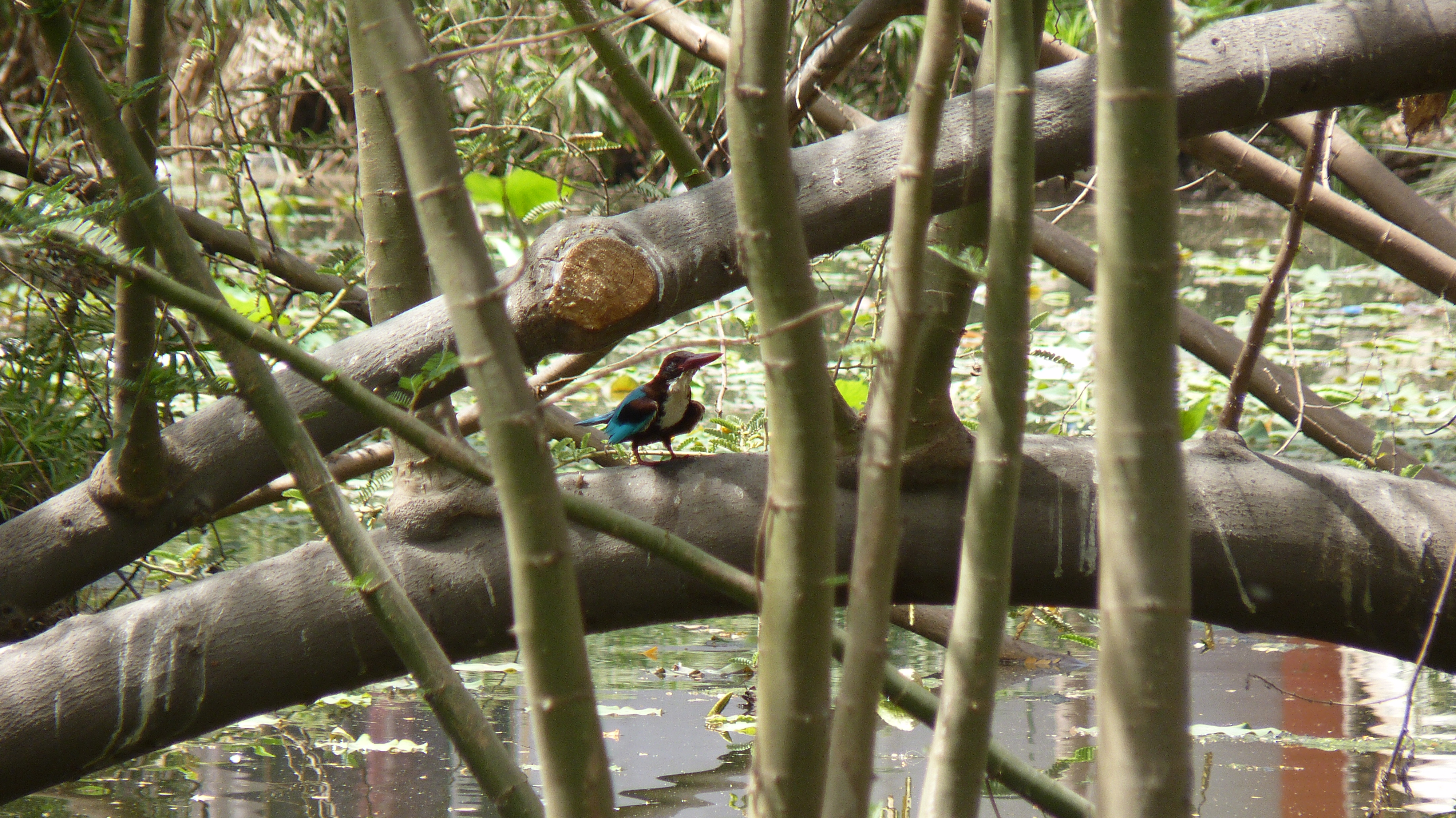
Lotusvijver met ijsvogel
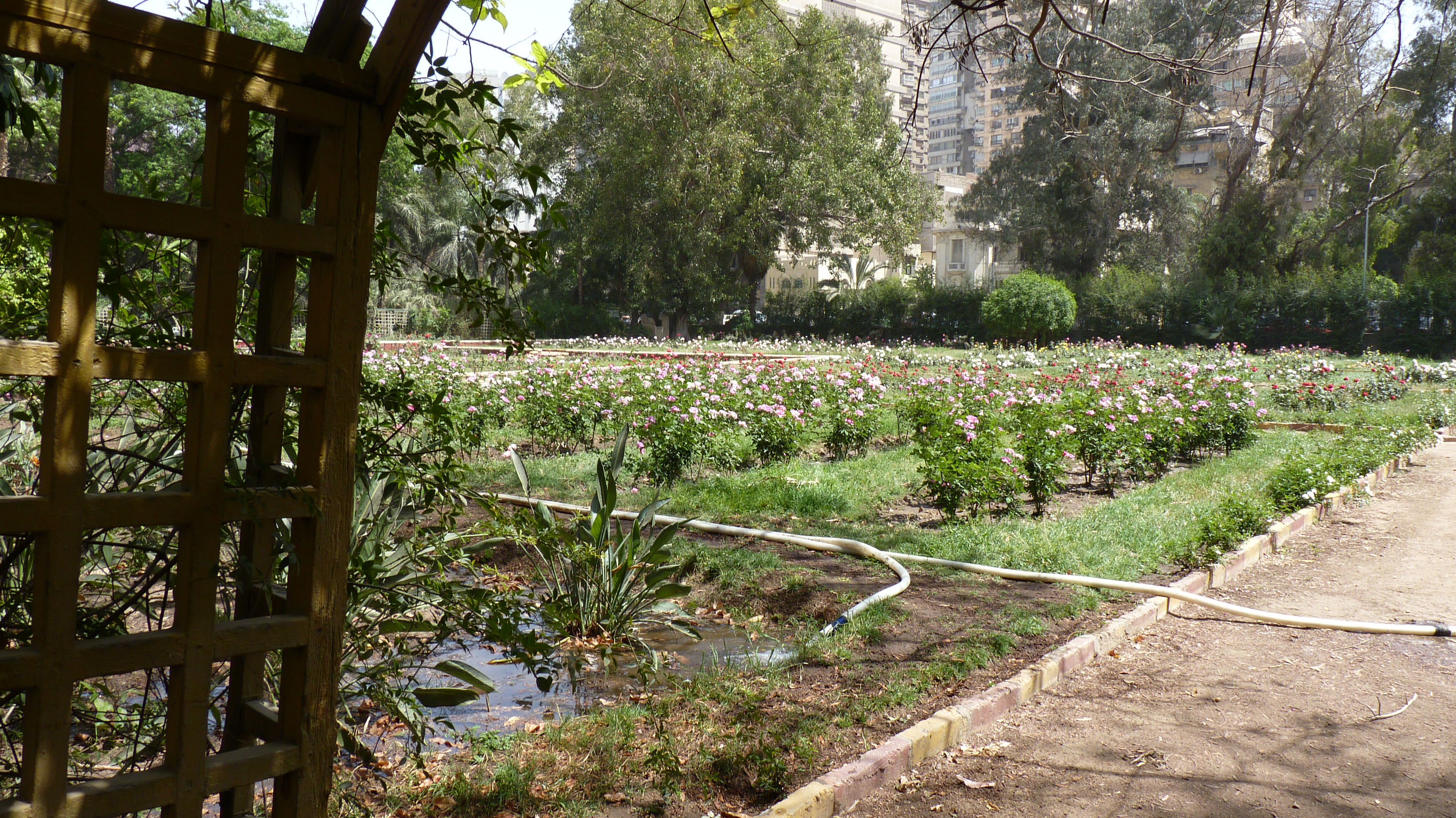
Rozentuin
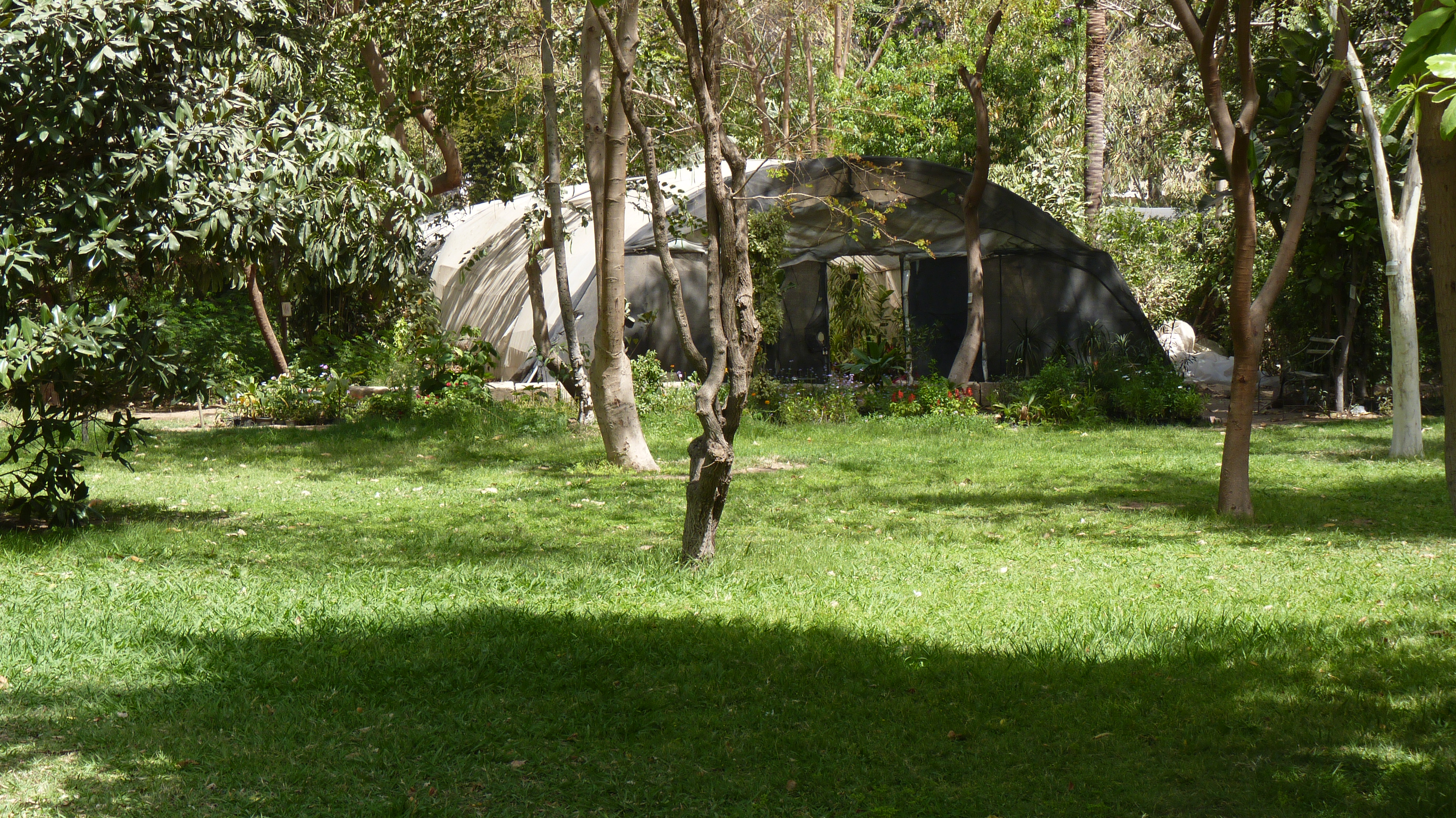
Tunnelkas

### Lentefestival

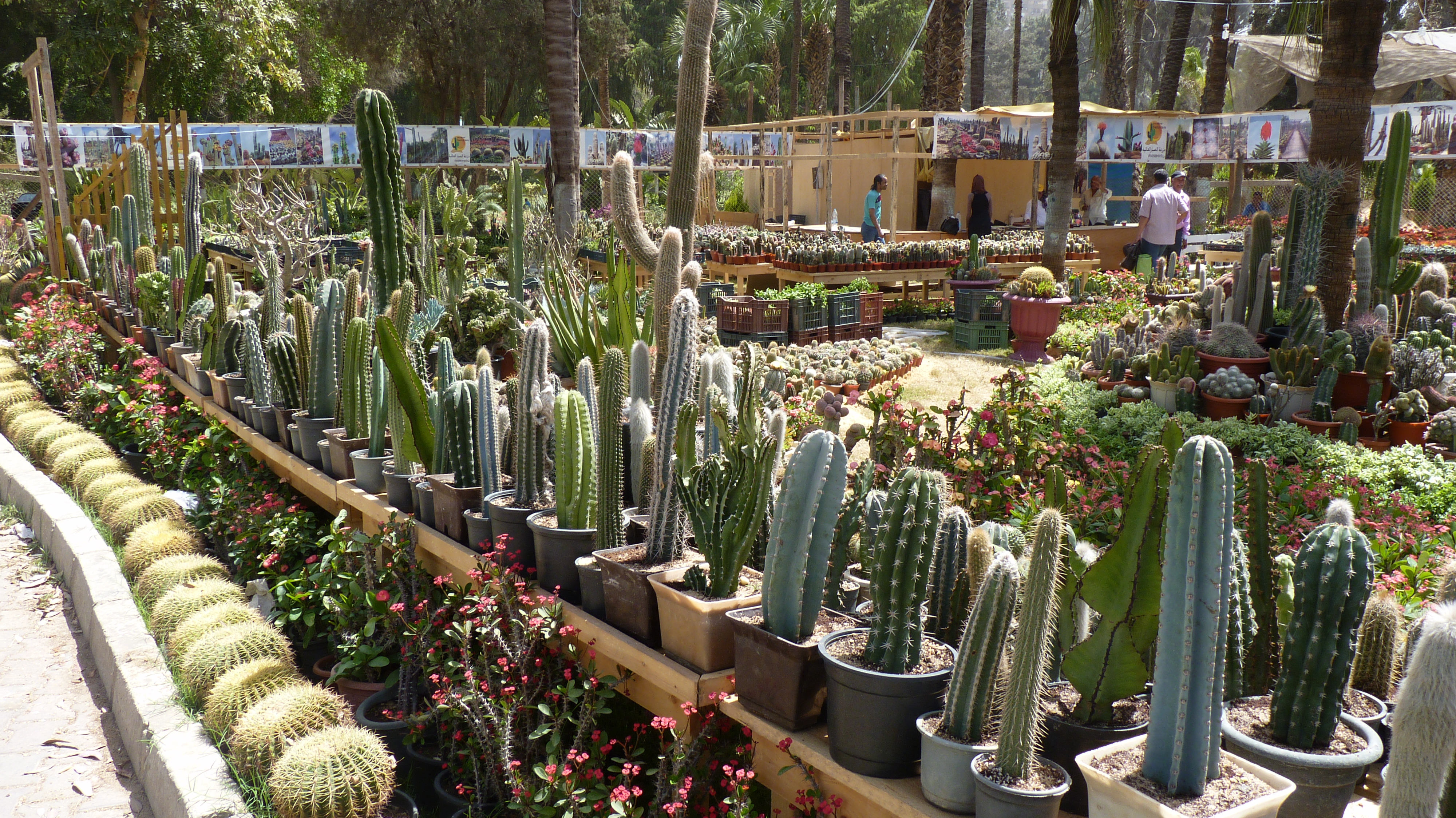
Collectie cactussen
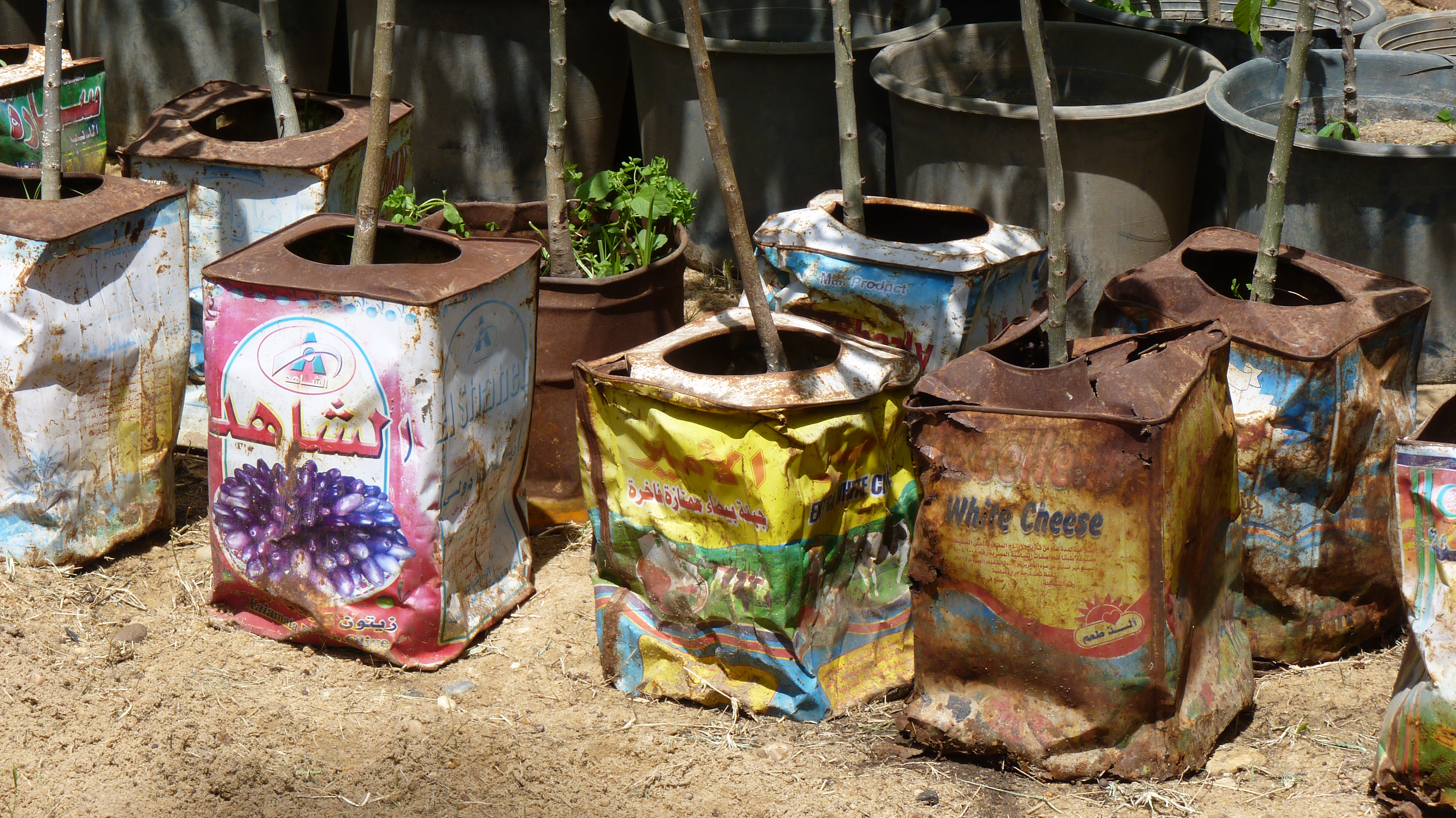
Jonge bomen in blikken
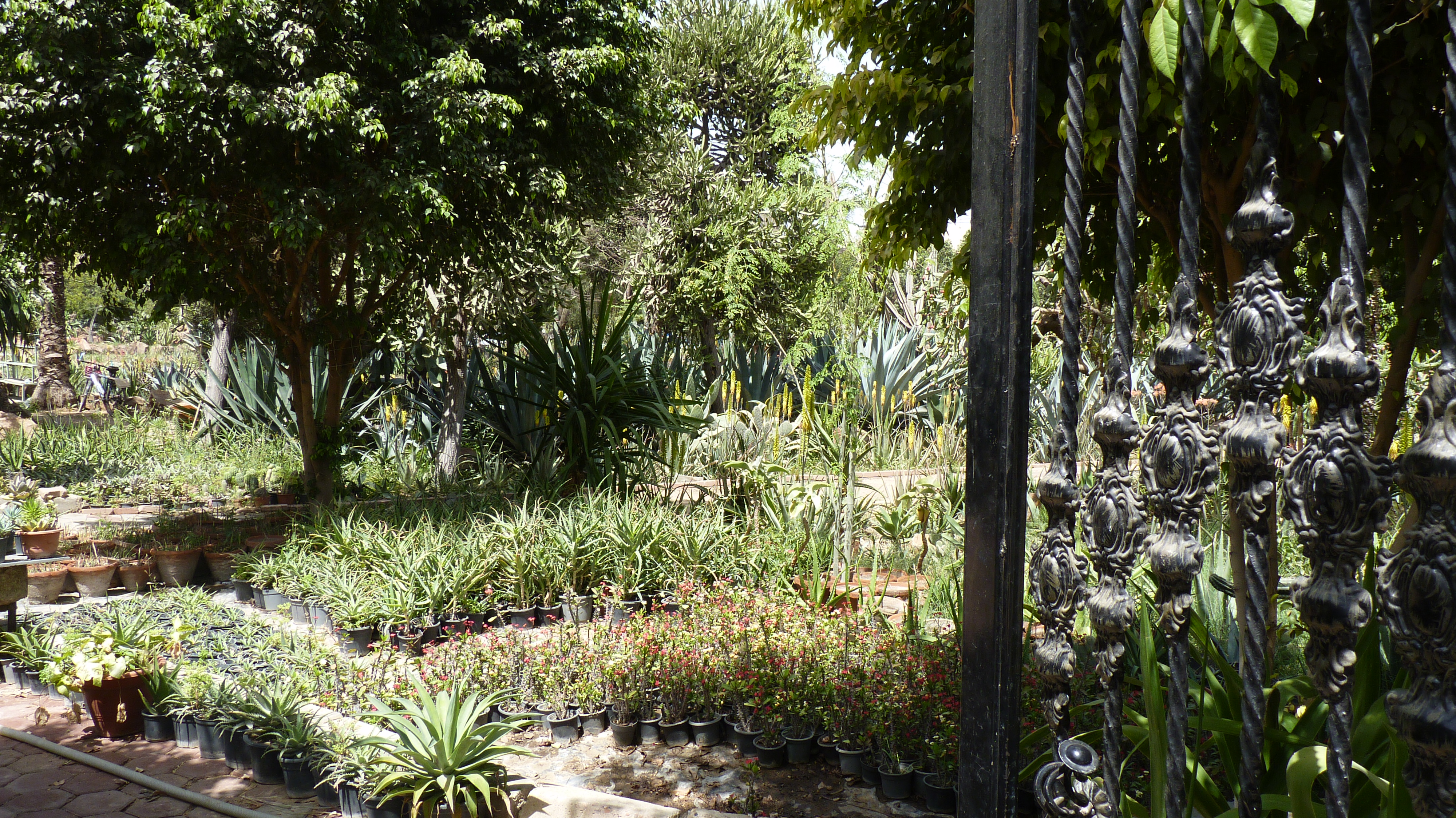
Planten in plastic containers
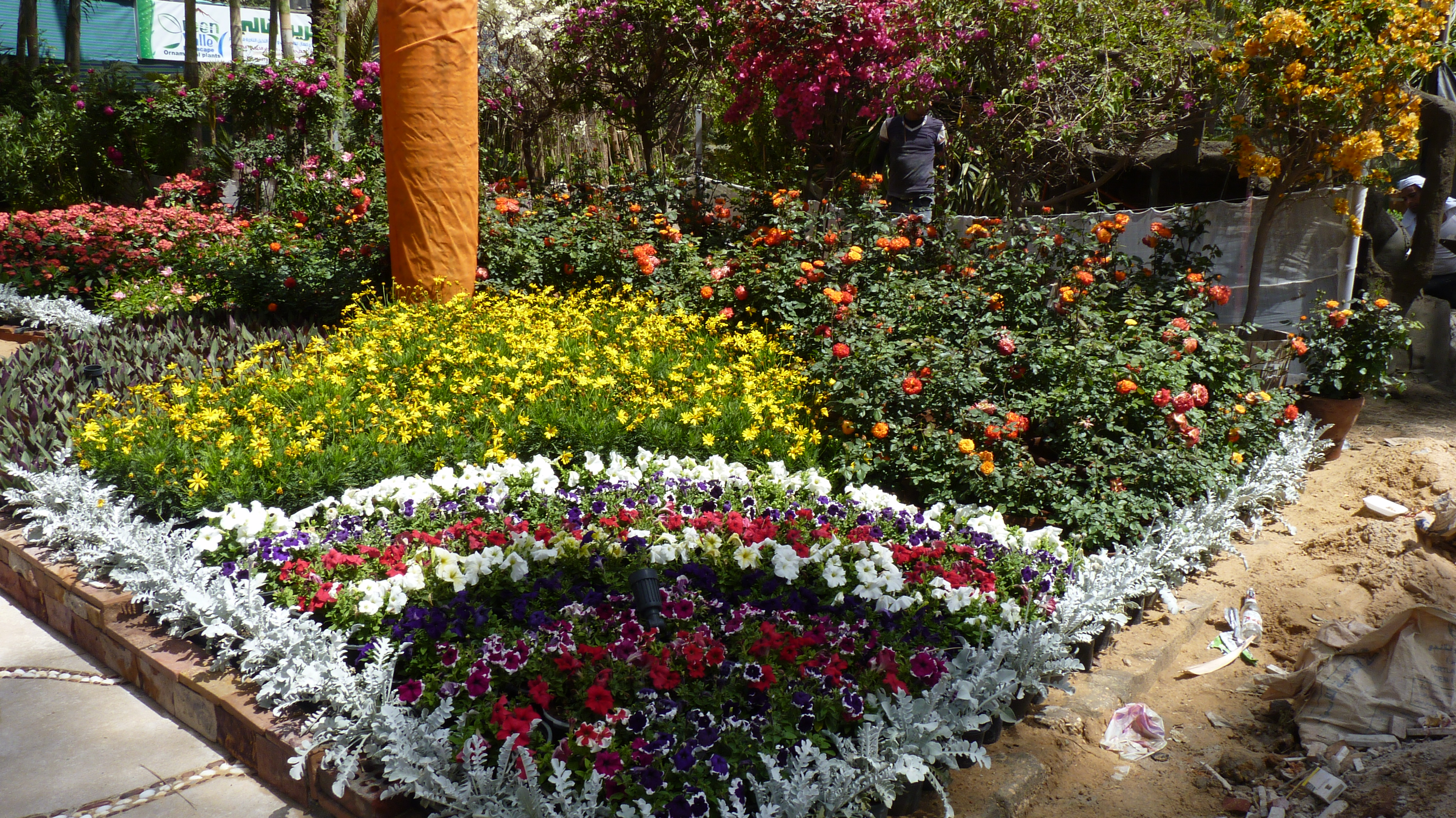
Combinatie bloeiende planten